# Labrador hadművelet
A Labrador hadművelet (horvátul: Operacija Labrador) a Jugoszláv Légierő Kémelhárító Szolgálata (Kontraobavještajna služba, rövidítve: KOS) által végrehajtott ún. „hamis zászlós hadművelet” volt a horvát fővárosban, Zágrábban a horvátországi háború korai szakaszában. Az akciót terrortámadás sorozatként dolgozták ki abból a célból, hogy Horvátországról, mint fasiszta államról alakuljon ki kép a nemzetközi közvélemény előtt. 1991. augusztus 19-én két robbantást hajtottak végre, az egyiket a Zsidó Közösségi Központban, a másikat pedig a Mirogoj temetőben lévő zsidó sírok közelében. Nem volt áldozat. További támadások az országos vasúthálózatot célozták meg, mellyel a horvát elnököt akarták megvádolni. A Labrador hadműveletet kiegészítette az Opera hadművelet – egy propagandakampány amelyet, hogy félretájékoztassa a médiát a KOS dolgozott ki.
A Labrador hadművelettel szeptemberben hagytak fel, miután a horvát hatóságok elfoglalták a Jugoszláv Légierő zágrábi regionális parancsnokságát, és elkobozták a művelettel kapcsolatos dokumentumokat. A hatóságoknak csaknem egy hónapba telt az lefoglalt dokumentumok elemzése, így időt hagyva a robbantásokban részt vevő fő ügynököknek a menekülésre. A támadással kapcsolatban további 15 embert tartóztattak le, de később fogolycserével szabadon engedték őket. A Labrador-hadműveletben részt vevő öt KOS-ügynököt a Jugoszláv Szövetségi Köztársaságban terrorizmus vádjával bíróság elé állították, de felmentették őket. A horvát hatóságok elfogtak két KOS-ügynököt, akik részt vettek az akcióban, és hét másik ügynökkel együtt bíróság elé állították őket. Az őrizetbe vetteket felmentették, míg a távollétükben bíróság elé állítottakat elítélték.
A Labrador hadművelet létezését a Slobodan Milošević elleni per során 2002-ben a volt Jugoszláviával foglalkozó nemzetközi büntetőtörvényszéken egy volt KOS-ügynök, Mustafa Čandić őrnagy vallomása is megerősítette.

## Előzmények
1990 augusztusában a szerb kisebbség által kirobbantott felkelés zajlott le Horvátországban, amelynek középpontjában dalmát hátország Knin közelében fekvő, túlnyomórészt szerbek lakta részei, Lika, Kordun és Banovina régiók, valamint Kelet-Horvátország voltak. A területeket ezt követően SAO Krajina (Krajinai Szerb Autonóm Terület) névre keresztelték. Miután a helyi vezetők bejelentették, hogy az SAO Krajinát Szerbiával egyesítik, ezt a horvát kormány lázadásnak nyilvánította. 1991 márciusára a konfliktus Horvátország függetlenségi harcává fajult. 1991 júniusában, amikor Jugoszlávia felbomlott Horvátország kikiáltotta függetlenségét. Három hónapos moratórium következett, amely után a függetlenségi nyilatkozat 1991. október 8-án lépett hatályba. Az 1991. december 19-én Krajinai Szerb Köztársaságra (RSK) átkeresztelt SAO Krajina erre a horvát civilek elleni etnikai tisztogatással válaszolt.
Mivel a Jugoszláv Néphadsereg (JNA) támogatást nyújtott az SAO Krajina vezetésének, és a horvát rendőrség nem tudott megbirkózni a helyzettel, 1991 májusában megalakult a Horvát Nemzeti Gárda (ZNG). Horvátország haderejének fejlődését, miközben a horvátországi katonai konfliktus tovább eszkalálódott, hátráltatta az ENSZ szeptemberben bevezetett fegyverembargója. A JNA azonban 1991-ben még mindig jelentős erőkkel rendelkezett a horvát fővárosban, Zágrábban.

## Az események lefolyása
1991 augusztusában a Jugoszláv Légierő Kémelhárító Szolgálata (KOS) Labrador hadművelet fedőnév alatt egy sor akciót hajtott végre, amelyek célja az új horvát kormány hiteltelenítése volt. A Labrador hadművelet a tervek szerint több olyan terrortámadást is magában foglalt volna, amelyek egy Opera hadművelet nevű propagandakampánnyal együtt, célja a média félretájékoztatása volt. A két akció célja az volt, hogy Horvátországot fasiszta államként mutassák be. Az Opera hadművelet másik neve Opera-Orijentalis hadművelet[ volt.
A Labrador hadműveletet Slobodan Rakočević vezérezredes, a KOS zimonyi bázisának vezetője irányította, operatív irányítását Zágrábban a Labrador Ivan Sabolović alezredesre és Čedo Knežević őrnagyra bízták. Radenko Radojčić alezredes feladata volt jelentős mennyiségű robbanóanyag tárolása Zágrábban és környező területein, majd ezt követően robbanószerkezetek elhelyezése a kijelölt helyeken. A robbanóanyagokat és egyéb lőszereket több helyen tárolták.
A Labrador hadművelet részeként augusztus 19-én a zágrábi Palmotićeva utcai Zsidó Közösségi Központot és a Mirogoj temetőben lévő zsidó sírokat bombatámadás érte. A robbanások anyagi károkat okoztak, de személyi sérülés nem történt. A támadásért nyilvánosan nem vállalták a felelősséget. A két zágrábi robbanáson kívül a Labrador hadművelethez rendelt ügynökökről feltételezték, hogy a Vinkovce közelében lévő Zágráb–Belgrád vasútvonal és a Glina és Vojnić közötti vasútvonal elleni robbantásokért is felelősek. A vasúti támadásokat szintén a hadműveletnek tulajdonítják.

## Következmények
A zágrábi merényletek után közvetlenül a horvát titkosszolgálat élére kinevezett Josip Manolić azt állította, hogy horvát jobboldali szélsőségesek a felelősek. Miután 1991. szeptember 15-én a laktanyai csata során a ZNG és a horvát rendőrség elfoglalta a jugoszláv légierő zágrábi főhadiszállását, a Labrador hadművelettel felhagytak. A létesítményben lefoglalt anyagok között szerepeltek a Labrador hadművelettel kapcsolatos kódok és számítógépes lemezek, valamint Sabolović feljegyzései, melyeket közvetlen felettesének a főhadiszálláson tartózkodó Mirko Martićnak adott át, de Martićnak nem sikerült időben megsemmisítenie azokat. Sabolović ezt követően elmenekült Zágrábból. A horvát rendőrségnek csaknem egy hónapba telt a lefoglalt anyagok megfelelő elemzése és a Labrador hadművelet feltárása. Sabolović később azt állította, hogy a Labrador hadművelet hálózatának csak egy részét fedték fel, de Mustafa Čandić KOS őrnagy, akit a KOS zimonyi főhadiszállására helyeztek ki, ellentmondott neki.
1991 őszén a horvát hírszerző szolgálatok elindították a Janicsár hadműveletet (Operation Janjičar), amelynek célja a megmaradt horvátországi KOS-hálózat felszámolása volt. A művelet a horvát titkosszolgálatok közös akciója volt, melyet Ivan Vekić és Gojko Šušak, az akkori bel- és védelmi miniszterek engedélyeztek, és kezdetben Josip Perković vezette. 1991 végéig 15 gyanúsítottat tartóztattak le. Ezt követően Perkovićot leváltották, és Anton Kikašt nevezték ki helyette, akit viszont később, miközben egy repülőgép-rakomány fegyvert csempészett Horvátországba a JNA elfogott. A művelet során a feltételezett horvátországi KOS-alkalmazottakról egy listát is készítettek, amely 1789 nevet és fedőnevet tartalmazott.
Rakočevićet, Sabolovićot, Radojčićot és két másik volt KOS-ügynököt 1993-ban állították bíróság elé Belgrádban. Ötüket terrorizmusra való felbujtás és más bűncselekmények vádjával vádolták, de mindannyiukat felmentették. Radojčićot 1993 végén Zágrábban ismét letartóztatták. Radojčić és nyolc másik társa, a Labrador és Opera hadműveletekkel összefüggésben megvádolt gyanúsítottak ellen Zágrábban lefolytatott második per az őrizetben lévő Radojčić és Ratomir Mažibrada felmentésével, valamint a többi vádlott elítélésével ért véget, akiket mindannyian távollétükben ítéltek el.
A volt Jugoszláviával foglalkozó Nemzetközi Törvényszéken Slobodan Milošević perében 2002-ben tanúskodó Čandić kijelentette, hogy a Labrador hadművelet összes ügynöke elhagyta Zágrábot, és magával vitte a fennmaradó dokumentumokat. Azt is elmondta, hogy a KOS a horvát titkosszolgálatokon és a kormányzó Horvát Demokratikus Közösségen belül 1991-ben kiterjedt besúgóhálózattal rendelkezett. Čandić azt is vallotta, hogy a Vinkovce melletti vasúti robbantás célja az volt, hogy azzal összefüggésben Franjo Tuđman horvát elnököt vádolják meg.
A Zsidó Közösségi Központban keletkezett bomba okozta károkat 1992 februárja és szeptembere között állami forrásból helyreállították.

## Fordítás
Ez a szócikk részben vagy egészben  az   Operation Labrador című angol Wikipédia-szócikk ezen változatának fordításán alapul.  Az eredeti cikk szerkesztőit annak laptörténete sorolja fel. Ez a jelzés csupán a megfogalmazás eredetét és a szerzői jogokat jelzi, nem szolgál a cikkben szereplő információk forrásmegjelöléseként.